# Операција Немезис
Операција „Немезис” (јерм. «Նեմեսիս» գործողութիւն) била је тајна операција Јерменске револуционарне федерације која је спроведена у периоду од 1920. до 1922. године, током које је убијен већи број османских и азербејџанских политичара и војних лица одговорних за спровођење геноцида над Јерменима. Шахан Натали и Армен Гаро се сматрају налогодавцима. Операција је име добила по грчкој богињи одмазде и кажњавања по заслузи, Немези.